# Slotkerk (Eichtersheim)
De Slotkerk (Duits: Schlosskirche) is een voormalig kerkgebouw in Eichtersheim, een Ortsteil van de gemeente Angelbachtal in het Rhein-Neckar-Kreis (Baden-Württemberg).
De kerk werd in het jaar 1782 gebouwd en is een beschermd monument.

## Geschiedenis en beschrijving

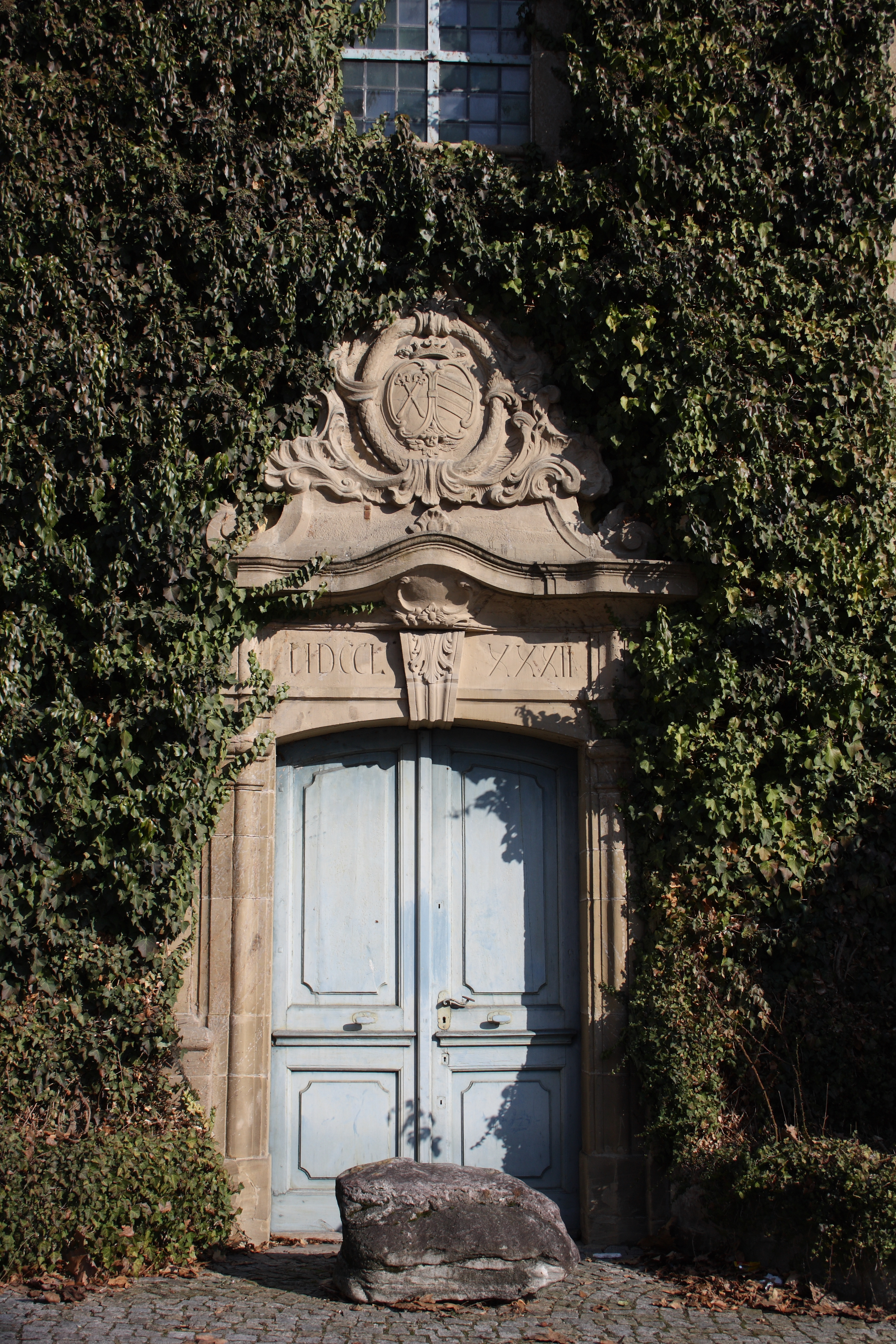
Portaal

De Slotkerk staat tegenover het waterslot Eichtersheim en werd in opdracht van Carl Philipp von Venningen (1728−1797) en zijn gemalin Maria Anna von Hutten zu Stolzenberg († 1781) gebouwd. In de kerk bevindt zich het familiegraf van de heren Von Venningen.
De voormalige katholieke kerk was oorspronkelijk aan het Heilig Kruis en Sint-Gallus gewijd en werd in de barokke stijl opgericht.
Het gestucte bouwwerk is versierd met lisenen, die uit gele Schilfzandsteen werden vervaardigd.
Boven het versierd portaal, dat in romeinse cijfers de bouwdatum 1782 draagt, is een cartouche met het wapen van de bouwer aangebracht. Het zadeldak draagt een barokke dakruiter.

## Huidig gebruik
De kerk werd aan de eredienst onttrokken en in het gebouw is tegenwoordig een kunstenaarsatelier gevestigd.